# Villemaury
Villemaury é uma comuna francesa na região administrativa do Centro-Vale do Loire, no departamento de Eure-et-Loir. Estende-se por uma área de 76.15 km². Em 2010 a comuna tinha 1 416 habitantes (densidade: 18,6 hab./km²).
Foi criada em 1 de janeiro de 2017, a partir da fusão das antigas comunas de Saint-Cloud-en-Dunois (sede da comuna), Civry, Lutz-en-Dunois e Ozoir-le-Breuil.